# Gmina Kolbudy
Die Gmina Kolbudy ist eine Landgemeinde im Powiat Gdański in der polnischen Woiwodschaft Pommern. Sie hat eine Fläche von 82,8 km², auf der 18.165 Menschen leben (31. Dezember 2020). Ihr Sitz ist das gleichnamige Dorf (deutsch Ober Kahlbude, kaschubisch Kôlbùdë).

## Geographie

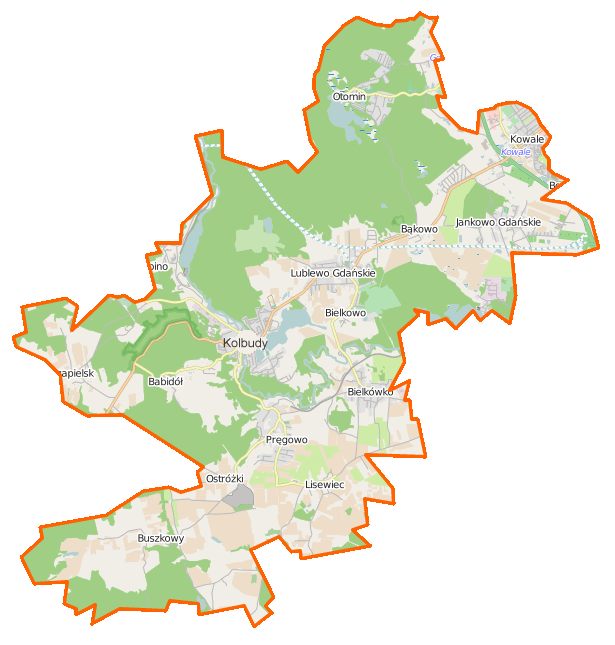
Karte der Landgemeinde

Die Landgemeinde liegt in Pommerellen auf der Danziger Höhe. Die Gemeinde grenzt mit dem Ort Kowale unmittelbar an die Stadt Danzig. Die Gegend gehört zur Kaschubischen Schweiz und ist reich an Seen und Wasserläufen. Die Wasserkraftwerke am kleinen Fluss Radunia (Radaune) lieferten bereits gegen Ende des 19. Jahrhunderts Strom an die Stadt und die Betriebe in Danzig. 34 Prozent der Fläche sind bewaldet.

## Geschichte
Mit der Ersten Polnischen Teilung kam das Gemeindegebiet 1772 zum Königreich Preußen und zur Provinz Westpreußen. Von 1818 bis 1920 gehörte das Gebiet zum Kreis Karthaus. Aufgrund der Bestimmungen des Versailler Vertrags fiel das Gebiet mit dem Kreis Danziger Höhe nach dem Ersten Weltkrieg 1920 an die Freie Stadt Danzig.
In der Folge des Zweiten Weltkriegs gelangte Westpreußen an Polen. Die ortsansässige Bevölkerung wurde vertrieben.
Von 1975 bis 1998 gehörte die Landgemeinde zur Woiwodschaft Danzig. 1998 wurde der Gemeindesitz von Kolbudy Górne in Kolbudy umbenannt (Górne entspricht dem früheren Ober). Bedingt durch die gute Verkehrsanbindung entwickelte sich das Dorf Kowale zu einer Siedlung mit vorstädtischem Charakter.

### Gemeindepartnerschaften
Es bestehen Gemeindepartnerschaften mit Nemenčinės seniūnija in Litauen sowie den Städten Jaworiw in der Ukraine und Uffenheim in Deutschland.

## Gemeindegliederung

### Schulzenämter
Zur Landgemeinde Kolbudy gehören fünfzehn Ortsteile mit jeweils einem Schulzenamt.
| polnischer Name  | deutscher Name (bis 1945) | Einw. (2006) | Lage   | Bild                             |
| ---------------- | ------------------------- | ------------ | ------ | -------------------------------- |
| Babidół          | Ziegelei Babenthal        | 0115         | (Lage) |                                  |
| Bąkowo           | Bankau                    | 0260         | (Lage) | See bei Bąkowo                   |
| Bielkowo         | Groß Bölkau               | 0252         | (Lage) | Ortslage von Bielkowo            |
| Bielkówko        | Klein Bölkau              | 1392         | (Lage) | Bahnhof in Bielkówko             |
| Buszkowy         | Ober Buschkau             | 0620         | (Lage) |                                  |
| Czapielsk        | Czapielken                | 0838         | (Lage) | Ruine in Czapielsk               |
| Jankowo Gdańskie | Jenkau                    | 2137         | (Lage) | Kapelle in Jankowo Gdańskie      |
| Kolbudy          | Ober Kahlbude             | 3621         | (Lage) | Pfarrkirche in Kolbudy           |
| Kowale           | Kowall                    | 5719         | (Lage) | Wohnbauten in Kowale             |
| Łapino           | Lappin                    | 0635         | (Lage) | Łapino                           |
| Lisewiec         | Lissau                    | 0218         | (Lage) |                                  |
| Lublewo Gdańskie | Löblau                    | 1512         | (Lage) | Ortslage von Lublewo Gdańskie    |
| Ostróżki         | Ostroschken               | 0106         | (Lage) |                                  |
| Otomin           | Ottomin                   | 0726         | (Lage) | Ortslage von Otomin              |
| Pręgowo          | Prangenau                 | -?-          | (Lage) | Ehemaliger Haltepunkt in Pręgowo |

### Weitere Ortschaften

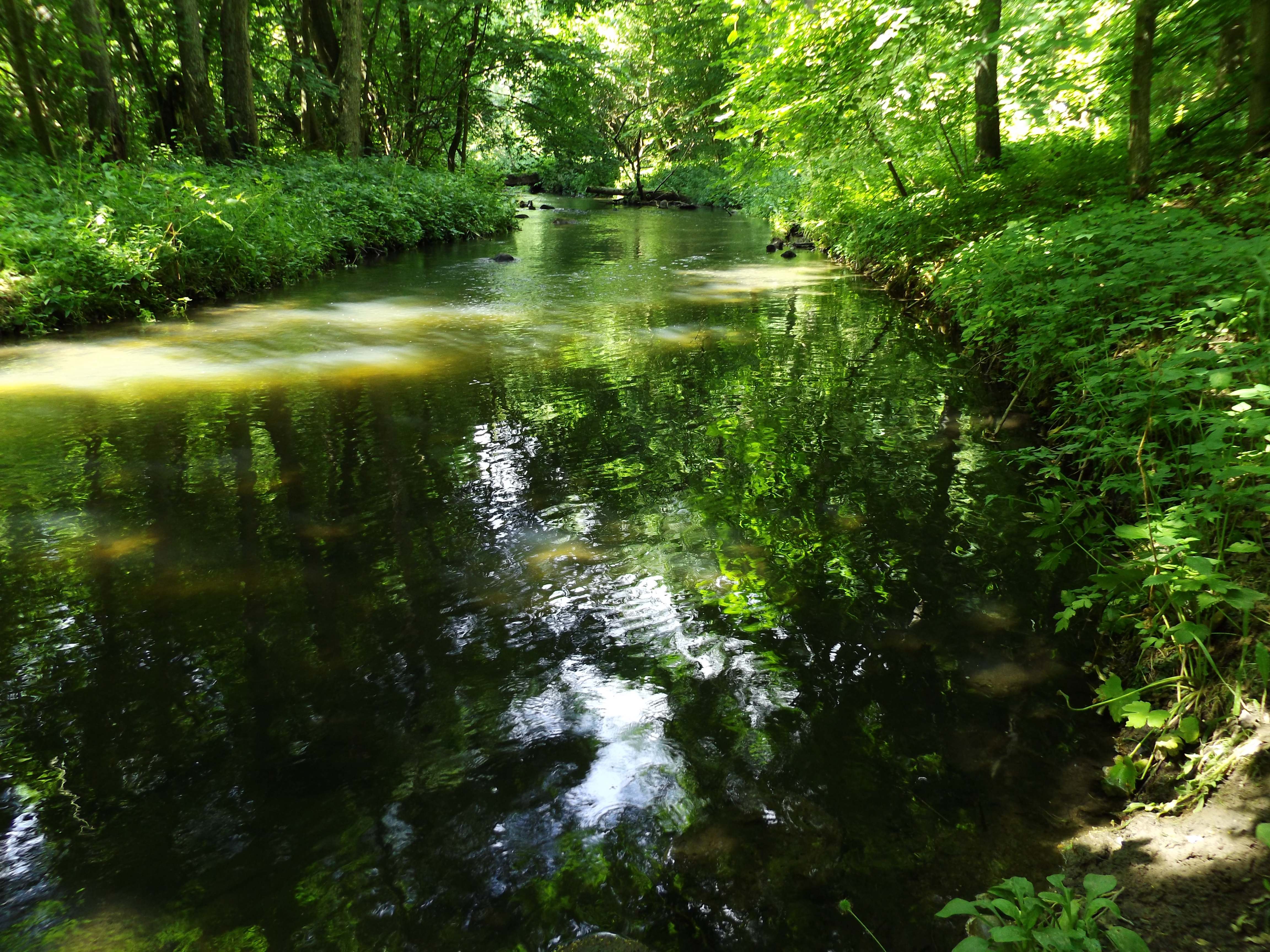
Radunia bei Bielkówko

Die Landgemeinde umfasst drei weitere Ortschaften ohne Schulzenamt.
- Gołąbkowo (Golmkau über Praust)
- Krymki (Krönke, 1939–1945 Krönken)
- Nowiny (Neuheit)[5].

Zu Klein Bölkau gehörte der Wohnplatz Schlangenberg – Żmijewo gehört noch zu Bielkówko, hat aber keine Einwohner mehr.

## Denkmalgeschützte Sehenswürdigkeiten
Neben den drei alten Kirchen sind auch die modernen Pfarrkirchen von Kolbudy und Kowale sehenswert.
- Kirche in Czapielsk, 18. Jahrhundert
- Kirche in Lublewo Gdańskie, 14. Jahrhundert und 1683
- Pfarrkirche in Pręgowo, 14. und 18. Jahrhundert
- Gut in Bielkowo, Parkanlage, Zaun und Tor – Ruine des Vorwerks, 18. und 19. Jahrhundert

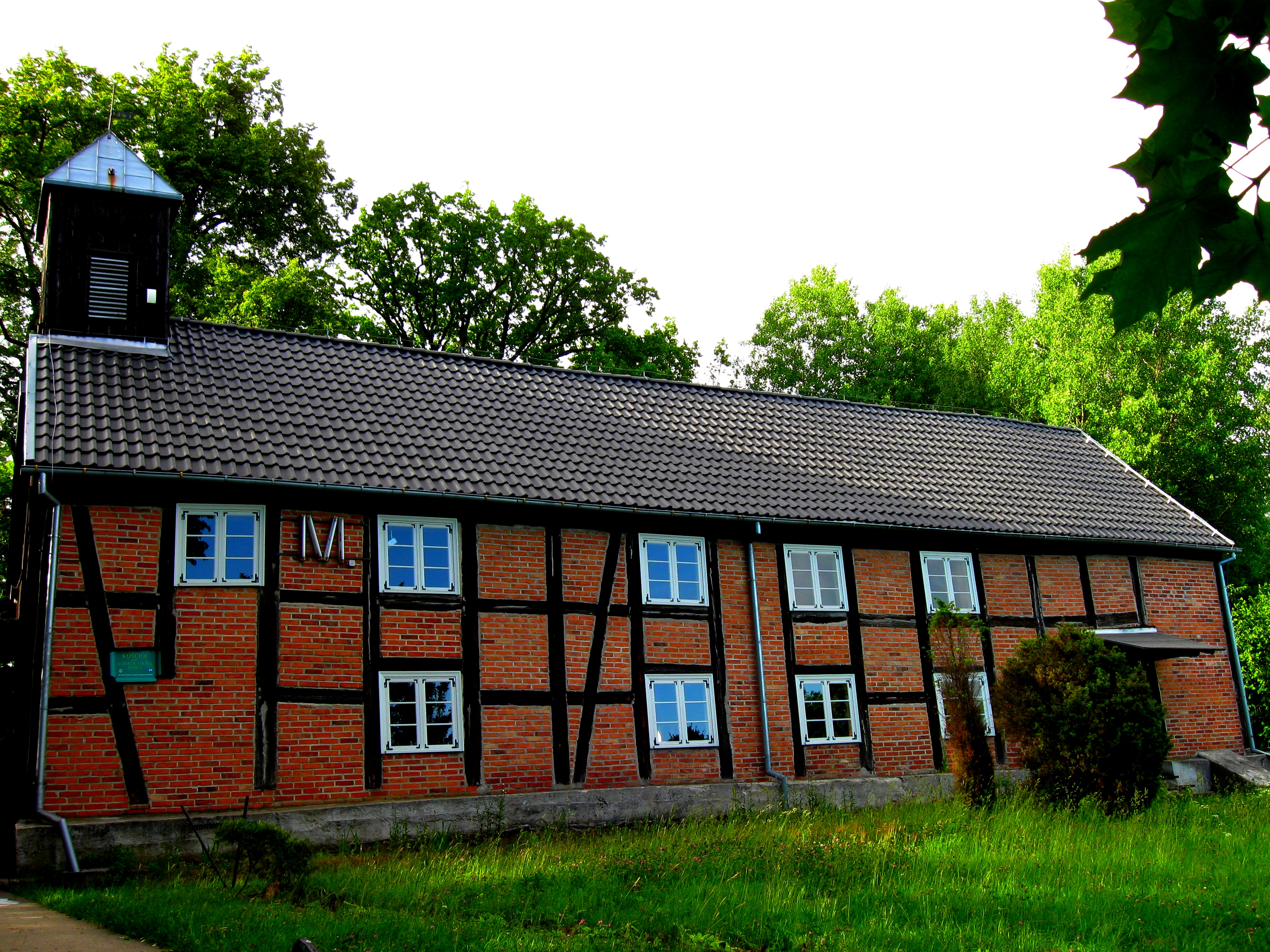
Kirche in Czapielsk
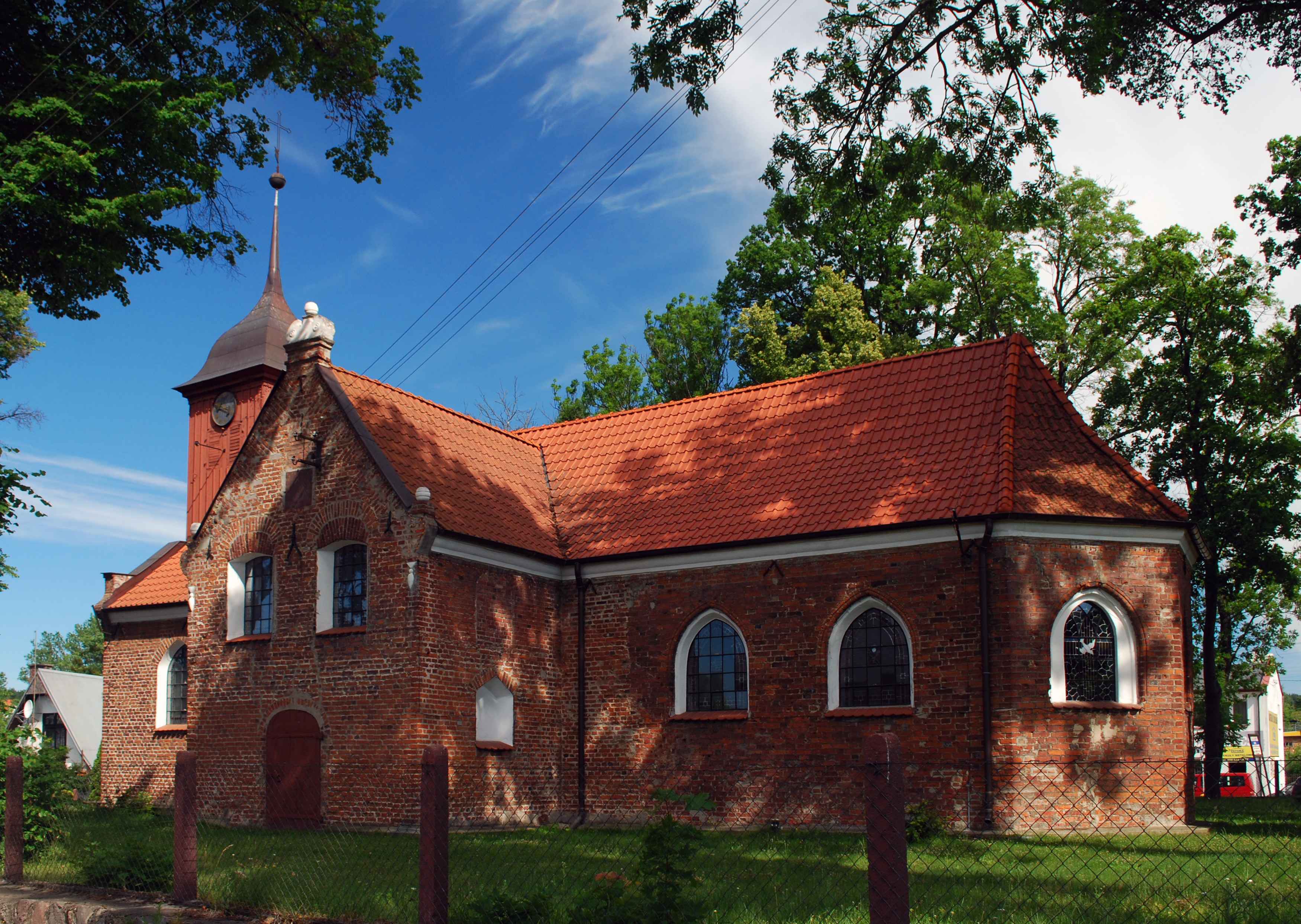
Kirche in Lublewo Gdańskie
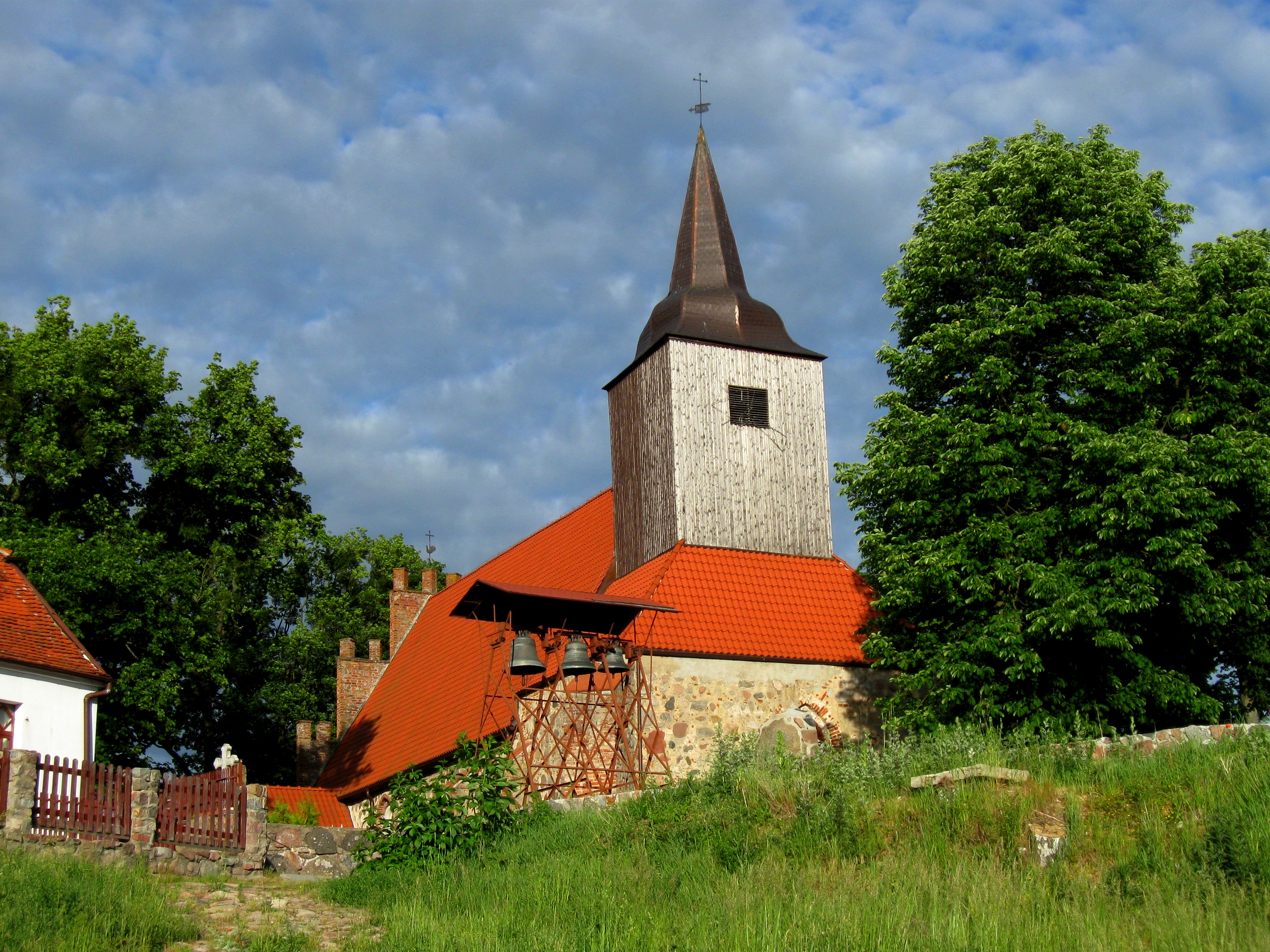
Kirche in Pręgowo
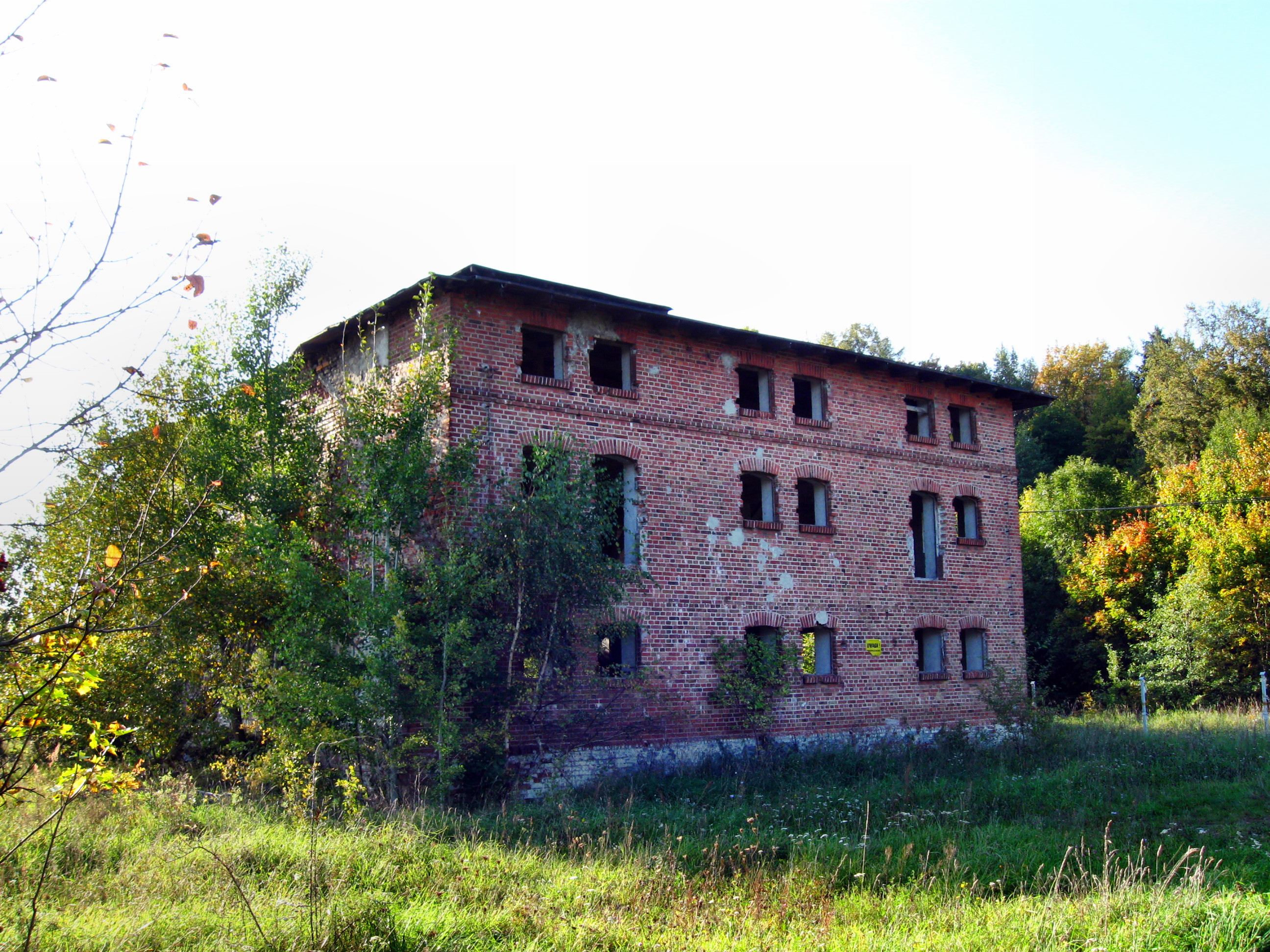
Vorwerk in Bielkowo

## Verkehr
Die Schnellstraße S6 bindet Kowale im Osten der Landgemeinde an Danzig und Gdynia an.
Von 1886 bis 1994 (Personenverkehr) und bis 2002 (Güterverkehr) bestand Anschluss an eine Bahnstrecke von Pruszcz Gdański über Kartuzy und Lębork nach Łeba. Der Betrieb wurde aus wirtschaftlichen Gründen eingestellt.

## Persönlichkeiten
- Krzysztof Arciszewski (1592–1656), Vize-Gouverneur und Admiral von Niederländisch-Brasilien, wurde 1648 Besitzer des Dorfs Buschkau
- Karl-Heinz Bartsch (1923–2003, * in Löblau), stellvertretender Minister für Landwirtschaft (DDR), kurzzeitig Mitglied des Zentralkomitees der SED und Kandidat des Politbüros
- Liselotte Eder (1922–1993, * in Kowall), Übersetzerin und Schauspielerin, Mutter von Rainer Werner Fassbinder
- Erich Gust (1909–1992, * in Klein Bölkau), Lagerführer im KZ Buchenwald und in Stutthof
- August Malotki von Trzebiatowski (1808–1873, * in Klein Bölkau), preußischer Generalleutnant.
- Wilhelm Arthur Passow (1814–1864), Gymnasiallehrer, Philologe und Literaturhistoriker, geboren in Jenkau